# Legion (album)
Albums de Deicide
Deicide
(1990) Once Upon the Cross
(1995)
Legion est le deuxième album studio du groupe de death metal américain Deicide, sorti le 9 juin 1992 sous le label Roadrunner Records.
Plus ambitieux que leur premier album, celui-ci regorge de riffs techniques et recherchés tandis que la structure des chansons est plus complexe.
Cet album a été très bien reçu par les fans et par la critique, et est considéré comme le meilleur album du groupe et un des meilleurs du genre.
Contrairement au premier album, aucun effet n'est appliqué sur la voix de Glen Benton.
Le premier titre de l'album, Satan Spawn, the Caco-Daemon, contient un message subliminal: environ vingt secondes après que le titre a commencé, on peut entendre une voix dire "Satan Spawn, the Caco-Daemon" passée à l'envers.
Legion a été vendu à plus de 400 000 copies dans le monde depuis sa sortie, ce qui est une énorme performance pour un album de ce genre.

## Musiciens
- Glen Benton - Chant, Basse
- Brian Hoffman - Guitare
- Eric Hoffman - Guitare
- Steve Asheim - Batterie

## Liste des morceaux
| 1.    | Satan Spawn, the Caco-Daemon            | 4:26 |
| 2.    | Dead But Dreaming                       | 3:13 |
| 3.    | Repent to Die                           | 3:59 |
| 4.    | Trifixion                               | 2:57 |
| 5.    | Behead the Prophet (No Lord Shall Live) | 3:44 |
| 6.    | Holy Deception                          | 3:19 |
| 7.    | In Hell I Burn                          | 4:36 |
| 8.    | Revocate the Agitator                   | 2:47 |
| 28:55 |                                         |      |